# Bomba rakietowa

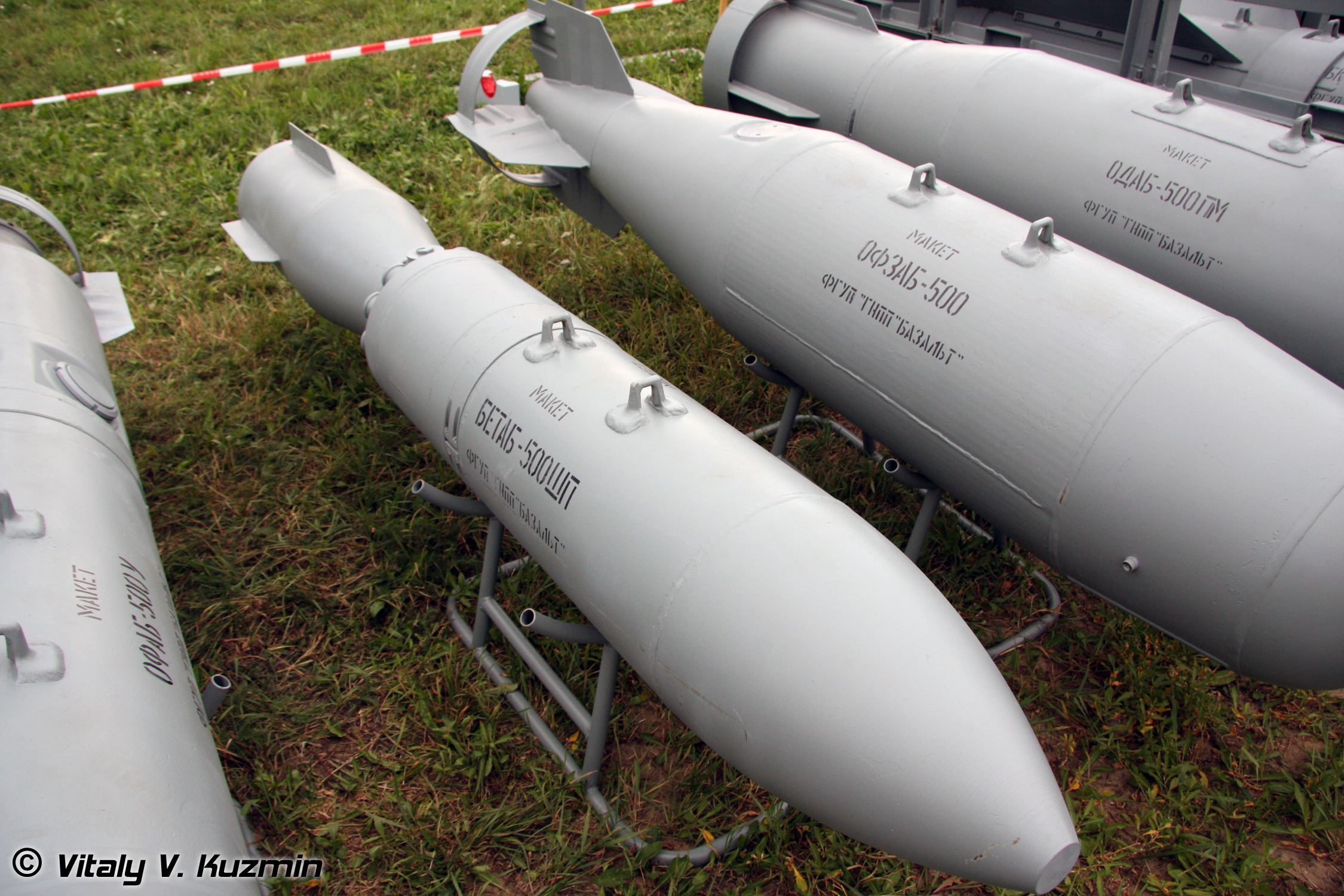
Radziecka przeciwbetonowa BetAB-500SzP

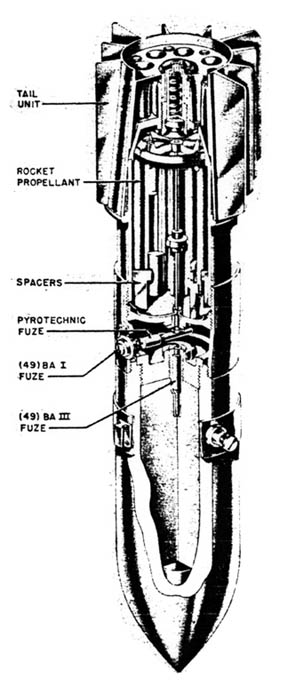
Przekrój niemieckiej bomby rakietowej z czasów II w. św.

Bomba rakietowa – bomba lotnicza wyposażona w silnik rakietowy, dzięki któremu może rozwijać duże prędkości przy zrzucie jej z małej wysokości; po raz pierwszy bomb takich użyto w czasie II wojny światowej. Ich tor lotu jest bardziej prosty od zwykłych bomb pozbawionych napędu, z tego powodu używa się ich przeważnie do zwalczania czołgów, wszelkiego rodzaju umocnień fortyfikacyjnych, np. bunkrów.
W czasie II wojny światowej Brytyjczycy skonstruowali taką bombę do przebijania grubych sufitów schronów niemieckich Ubootów. Ważyła ona 2041 kg (4500 funtów), z czego 226 kg (500 funtów) stanowił materiał wybuchowy (szelit). Zrzucana była z 6100 m (20 000 stóp), na wysokości 5000 stóp czujnik ciśnienia odpalał przyspieszacz rakietowy z 19 silników rakietowych o średnicy 76 mm każdy. Osiągała prędkość przewyższającą szybkość dźwięku. Bomby te zrzucone na schron w IJmuiden przebiły strop o grubości 5,6 m (18,5 stopy).
Amerykańska przeciwpancerna bomba rakietowa Mk 50 była zbudowana ze zwykłej tysiącfuntowej bomby przeciwpancernej AN Mk 33 z dołączonym silnikiem rakietowym. Po zrzucie, silnik odpalał się po około 300 metrach lotu. Nadawał dodatkowe 55 m/s prędkości, co przy zrzucie z 1370 m dawało wzrost przebicia pancerza z 89 mm do 125 mm.